# Хусид, Семён Давидович
Семён (Зельман) Давидович Хусид (1904—1968) — советский учёный в области измельчения зерна, профессор, доктор технических наук, лауреат Сталинской премии 2-й степени (1951).
Член КПСС с 1926 года.
С 1919 по 1929 год работал на маслозаводах и мельницах.
В 1934 году окончил Одесский технологический институт.
Работал в мукомольной промышленности. В 1935 г. — главный инженер Татарского треста Главного управления мукомольно-крупяной промышленности «Главмука». С 1937 по 1947 год главный инженер ГУ «Главмука».
В 1939 году вместе с А. М. Братухиным был назначен руководителем разработки Правил ведения технологического процесса мельниц Главмуки, которые были утверждены 5.02.1940 г. после обсуждения и экспертизы.
Используя фундаментальные труды В. Д. Кузнецова по физике твердого тела, расширил и дополнил научные данные по деформированию зерна при его измельчении на вальцовых станках. Показал, что скорость деформирования — фактор, существенно влияющий на процесс измельчения зерновых продуктов. Также предположил, что эндосперм пшеницы при влажности выше 13-14 процентов начинает проявлять свойства пластичного тела, и с повышением влажности зерна его сопротивляемость разрушению возрастает.
В 1946 году защитил кандидатскую диссертацию:
- Исследование процесса размола пшеницы и ржи в обойную муку на молотковых мельницах : диссертация … кандидата технических наук : 05.00.00. — Москва, 1946. — 206 с. разд. паг. : ил.

С 1947 по 1962 год — заместитель директора ВНИИ зерна (ВНИИЗ) по научной работе.
В 1954 году защитил докторскую диссертацию:
- Исследования процесса измельчения зерна : диссертация … доктора технических наук : 05.00.00. — Москва, 1954. — 557 с. : ил.

Вероятно, с 1962 года был на пенсии по состоянию здоровья.
Умер в 1968 году после продолжительной болезни на 65-м году жизни.
Сталинская премия 2-й степени 1951 года — за разработку и внедрение улучшенного сортового помола пшеницы. Награждён орденом Отечественной войны II степени (12.07.1945).
Сочинения:
- Измельчение зерна на молотковых мельницах [Текст] / С. Д. Хусид, канд. техн. наук; [Предисл. д-ра техн. наук проф. Я. Н. Куприца, с. 3-4]. — Москва : изд. и тип. Заготиздата, 1947. — 128 с. : ил.; 25 см.
- Элеваторы и мельницы Англии и Франции [Текст] : По материалам командировки / Инж. Е. М. Тульчинский, инж. С. Д. Хусид, инж. М. Д. Шапиро. — Москва : изд-во и тип. Заготиздата, 1947. — 180 с. : ил.; 26 см.
- Измельчение зерна [Текст] : (Теорет. основы и практика) / С. Д. Хусид, проф. д-р техн. наук. — Москва : Хлебоиздат, 1958. — 248 с. : ил.; 23 см.